# シクロアルケン
シクロアルケン(cycloalkene)またはシクロオレフィン(cycloolefin)は、炭素原子で構成された環状アルケンの総称である。ただし、芳香族性を持つものは含まない。付加反応を起こしやすく、またアルケンに似た性質を示す。シクロブテンやシクロペンテンのようないくつかのシクロアルケンはポリマー鎖合成のモノマーとして使うことができる。

## シクロアルケンの例

シクロプロペン
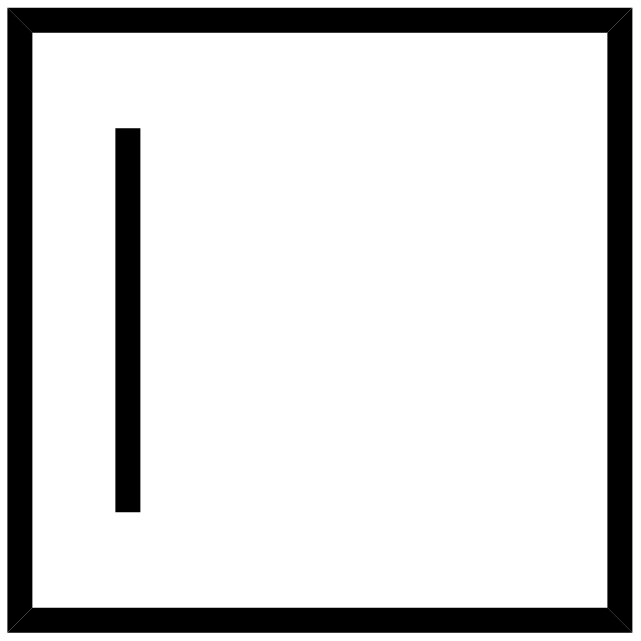
シクロブテン
シクロペンテン
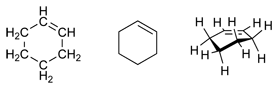
シクロヘキセン
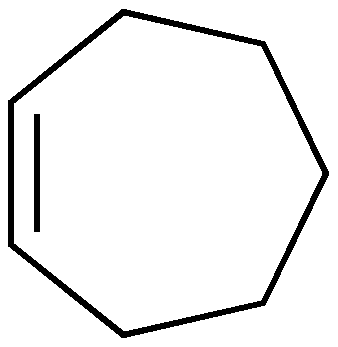
シクロヘプテン
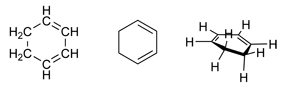
1,3-シクロヘキサジエン
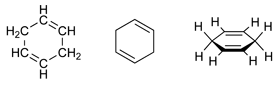
1,4-シクロヘキサジエン
1,5-シクロオクタジエン